# Lucas de Portugal (mestre-sala)
Lucas de Portugal (- 23 de outubro de 1684), mestre-sala da corte de Afonso VI (alvará de 12 de Abril de 1652), deputado do Conselho dos três estados, alcaide-mor e comendador de Fronteira na Ordem de Avis e do prazo de Alvarinha ou da Marinha.
Próximo da Casa Real Portuguesa, após a Restauração da Independência de Portugal, foi uma das testemunhas do testamento da Rainha D. Luísa de Gusmão, levou o seu caixão do quarto onde havia falecido até à sala onde decorreria o velório e, devido ao cargo que exercia, encarregou-se da responsabilidade cerimonial das exéquias.
Tornou-se notável como homem de "espirituoso" tanto "nos seus ditos, e mais que tudo nos equívocos e apodos" que foram publicados por Supico de Morais na sua colecção de vários apotegmas.

“«D. Lucas de Portugal foy Fidalgo muy discreto, e cortesão: Teve muyta graça nos seus ditos, e mais que tudo nos equívocos e apodos. ..., he de saber que foy Mestre-Sala de Palacio, pouco venturoso, pobre, mas pela sua galantaria muy bem quisto, principalmente das Damas do Paço. O que mais o tentava era quando Ihe não fallavão por Senhoria, que sem duvida se não davao tão baratas como hoje.» - Collecção Moral de Apothegmas ou Ditos Agudos, e Sentenciosos, por Pedro José Suppico de Moraes, impressor do Santo Oficio Francisco de Oliveyra, parte II, Coimbra, 1761. «Entre os mais judiciosos varões que respeitou o seu tempo mereceo a primazia na prompta de agudeza dos apothegmas, e ditos sentenciosos que tem meditado estudo proferia conforme a matéria em que se praticava, sendo todos regulados com tanta madureza, que athe os joviais não degeneravão em pueris.» - Bibliotheca Lusitana, Volume 3, Diôgo Barbosa Machado, Atlântida Editora, 1752, pág. 43”

— {{{2}}}
Essa "tradição" ou "escola" já veria detrás pois em 1670 publicou a obra de seu pai, Arte de Galanteria e Divinos y humanos versos.
Igualmente concluiu a actual Igreja Matriz de Fronteira, uma obra iniciada pelo pai.
Era amigo particular do grande D. Francisco Manuel de Melo.
Foi sepultado no Convento da Trindade.

## Dados genealógicos
Filho de:
- Francisco de Portugal (1585-5 de Julho de 1632) e de Cecília de Portugal, filha de de D. Mariana de Portugal e de António Pereira de Berredo, comendador de São João da Castanheira e São Gens de Arganil na Ordem de Cristo, Capitão e Governador da Madeira e da Praça de Tanger, general da Armada de Portugal.[4]

Casou com D. Filipa de Almeida, filha de D. Francisco de Almeida, comendador de São Salvador de Ribas de Basto e Santa Maria de Mesquitela na Ordem de Cristo, governador de capitão-general de Mazagão e Ceuta e de D. Ângela de Melo, filha da André Pereira de Miranda, senhor de Carvalhais e Ílhavo. Sem geração
Deixou como seu herdeiro o seu sobrinho D. Luís de Portugal da Gama.